# أليسا يورك
أليسا يورك (بالإنجليزية: Alissa York) (1970، وينيبيغ في كندا)؛ كاتِبة وروائية كندية.